# Dekisokonai to Yobareta Moto Eiyū wa, Jikka kara Tsuihōsareta node Suki Katte ni Ikiru Koto ni Shita
Dekisokonai to Yobareta Moto Eiyū wa, Jikka kara Tsuihōsareta node Suki Katte ni Ikiru Koto ni Shita (出来損ないと呼ばれた元英雄は、実家から追放されたので好き勝手に生きることにした?), también conocida como The Banished Former Hero Lives as He Pleases en inglés, es una serie de novelas ligeras japonesas escritas por Shin Kozuki e ilustradas por Chocoan. Esto comenzó como una novela web que se publicó en el sitio web Shōsetsuka ni Narō desde enero de 2018 hasta junio de 2019. Posteriormente fue adquirida por TO Books, que ha publicado seis volúmenes impresos desde octubre de 2018. 
Se ha serializado una adaptación a manga ilustrada por Karasumaru. en el servicio de manga Comic Corona basado en Nico Nico Seiga desde diciembre de 2018, con sus capítulos recopilados en ocho volúmenes de tankōbon a partir de noviembre de 2023. Una adaptación de la serie de televisión de anime producida por Studio Deen y Marvy Jack se estrenará en abril de 2024.

## Argumento
Un chico llamado Allen fue tildado de fracasado por no haber recibido ningún don de Dios. ¡Pero lo que no sabían fue que él era la reencarnación de un antiguo y poderoso héroe! Afortunadamente, al haber sido expulsado de su familia ducal, Allen decide emprender un viaje para poder vivir sus días en paz. ¡Sin embargo, en el camino se topa con que su ex-prometida estaba en peligro de morir...! ¡La saga heroica no deseada se abre para el ex-héroe que quiere relajarse en este mundo!

## Personajes
Allen (アレン Aren?)
 Seiyū: Shouta Aoi
Protagonista principal. En su vida anterior fue un héroe que salvó al mundo, pero sufrió el rechazo de la gente que salvó. Reencarnado como el hijo mayor de la familia ducal Westfeld, Allen fue expulsado por no recibir un don divino. A pesar de ello, Allen aún conserva sus poderes cuando era un héroe y pretende vivir una vida pacífica a derrotar a su padre y a su hermano.
Riese (リーズ Rīzu?)
 Seiyū: Minami Kurisaka
La primera princesa del Reino de Adoastella y la ex prometida de Allen. Se reencuentra con Allen, que fue exiliado de la casa de sus padres y acaban viajando juntos. Ella posee el don de "Sabia", lo que hizo que Craig y su hijo Brett la vieran como una amenaza para sus planes y planearon asesinarla, pero la intervención de Allen hizo arruinar dicho plan.
Anriette (アンリエット Anrietto?)
 Seiyū: Akari Kitō
Es la cabeza principal de la familia Linkvist en el país vecino. Por alguna razón, conoce la vida pasada de Allen. Se revela después que ella fue una apóstol divino que admiraba a los héroes, pero se entristeció cuando vio que muchos héroes morían trágicamente después de salvar al mundo, por lo que se encargó de guiar a Allen en su vida anterior cuando se convirtió en héroe, pero no pudo impedir su trágico final. Más adelante es arrestada por haber asesinado al emperador, pero es una artimaña planeada por Curtis para obligarla a casarse con él y convertirse en emperador. Después de la muerte de Curtis, Anriette abandona el imperio para viajar junto a Allen.
Noelle (ノエル Noeru?)
 Seiyū: Sora Amamiya
Una herrera elfo que vive en una zona remota. Sus brazos son mejores que de cualquier herrero. Noelle fue adoptada por una herrera enano llamada Vanessa, quien le enseño a forjar armas. Perdió a su maestra cuando fue atacada y devorada por un Fenrir controlado por Horace. Al conocer a Allen, Noelle decide reparar su espada, el cual resulta ser más poderosa que cualquier espada divina. Por su habilidad de forjar y reparar espadas divinas, así como su don llamado "Ojos del Rey Espíritu", Noelle es vista como una amenaza por parte de los demonios. Se revela después que Noelle es la heredera al trono del reino de los elfos del bosque, pero ella no recuerda nada porque su memoria se borró al abandonar el bosque de los elfos.
Mylene (ミレーヌ Mirēnu?)
 Seiyū: Aimi
Una Amazona sobrenatural que Allen conoce en su viaje. Ella fue esclavizada por Horace cuando éste destruyó su hogar. Ella recibió órdenes de asesinar a Riese, pero es neutralizada por Beatrice. Tras ser liberada de la esclavitud, Noelle acoge a Mylene como su asistente.
Beatrice (ベアトリス Beatorisu?)
 Seiyū: Megumi Han
La caballero de escolta exclusivo de Riese. Al poseer el don de habilidad física defensiva "Caballero", Beatrice es objeto de la admiración de los aventureros.
Akira (アキラ?)
 Seiyū: Mariya Ise
La actual heroína de la generación que posee el don "Bravern", que se otorga sólo a una persona por generación. Ella es muy marimacho.
Craig (クレイグ Kureigu?)
 Seiyū: Takehito Koyasu
Duque principal de la familia Westfeld y el padre de Allen y Brett. Expulsó a su hijo mayor de la familia por no haber recibido ningún don divino. Nacido con el don de ver el futuro, Craig no pudo impedir la pérdida de su esposa, por lo cual busca rebelarse ante la iglesia aliándose con los demonios porque cree que los dioses están controlando a las personas a través de los dones. Ganándose el apoyo del arzobispo, Craig se enfrenta al Caballero Comandante Edward ya que lo ve como una amenaza para sus planes por su habilidad de anular dones y lo mata usando unos poderes demoníacos. Justo cuando iba a matar a Akira (quien había llegado a ayudar a Edward), llega Allen y derrota a su padre, quien muere desintegrándose y convencido de que Allen era un héroe.
Brett (ブレット Buretto?)
 Seiyū: Ryōta Ōsaka
El hermano menor de Allen y el próximo cabeza de familia. Desprecia a todos menos a él y a su padre. Ayudó a su padre en su alianza con los demonios y en su intento del golpe de Estado. Tras ser derrotado por Allen, Brett fue desheredado y encarcelado.
Curtis (カーティス Kātisu?)
 Seiyū: Kōki Koyasu
Un niño que se hace llamar hermano menor de Anriette, aunque en realidad es un primo de ella. Buscó a Allen y a su grupo a pedir ayuda para rescatar a Anriette. Se revela después que Curtis es el líder de los Lobos Oscuros y se alió con los demonios para asesinar al emperador. Él fue quien organizó el arresto de Henriette, ya que tiene un amor retorcido por ella y le pide que se case con él para después convertirse en emperador. Ante la negativa de Anriette, Curtis intenta lastimarla pero Allen llega a tiempo, quien le dice que los demonios lo están manipulando, sin embargo Curtis se niega a escuchar y se vuelve loco. Finalmente, Allen lo mata. En sus últimos momentos de vida, Curtis le pregunta a Allen porqué no quiere ser alguien destacado al tener mucho poder, a lo que éste responde que desea tener una vida tranquila.
Lysette (リゼット Rizetto?)
 Seiyū: Yōko Hikasa
La capitana y segunda al mando de los Lobos Oscuros. Ella se encargó de arrestar y custodiar a Anriette. Aunque inicialmente Lysette ayudó a Curtis en su plan de convertirse en emperador, ella lo traiciona al final, argumentando que le debía un favor a Allen y que quería "meterse en la pelea" antes de ver derrotado a Curtis.
Horace (ホレス Horesu?)
 Seiyū: Hōchū Ōtsuka
Un hombre misterioso que trabajaba para los demonios y tenía como esclava a Mylene luego de destruir su hogar. Fue contratado por Craig para asesinar a Riese y Akira, pero sus planes fueron un fracaso por la intervención de Allen. Más tarde, intenta matar a Noelle usando al Fenrir de la misma forma que lo hizo con Vanessa, pero es salvada a tiempo por Allen, quien derrota a la bestia con facilidad. Al estar en desventaja, Horace intenta escapar para informar a Craig, solo para ser alcanzado y asesinado por Allen.

## Contenido de la obra

### Novela ligera
La novela fue escrita por Shin Kozuki, Dekisokonai to Yobareta Moto Eiyū wa, Jikka kara Tsuihōsareta node Suki Katte ni Ikiru Koto ni Shita se publicó inicialmente en el sitio web Shōsetsuka ni Narō del 26 de enero de 2018 al 10 de junio de 2019. TO Books adquirió la serie y comenzó a publicar las novelas impresas, con ilustraciones. por Chocoan, a partir del 10 de octubre de 2018. A noviembre de 2023, se han publicado seis volúmenes.
| Volúmenes de novelas ligeras publicadas | Volúmenes de novelas ligeras publicadas | Volúmenes de novelas ligeras publicadas |
| Número                                  | Fecha de lanzamiento                    | ISBN                                    |
| --------------------------------------- | --------------------------------------- | --------------------------------------- |
| 1                                       | 10 de octubre de 2018                   | ISBN 978-4-86-472739-6                  |
| 2                                       | 10 de enero de 2019                     | ISBN 978-4-86-472773-0                  |
| 3                                       | 10 de junio de 2019                     | ISBN 978-4-86-472817-1                  |
| 4                                       | 10 de septiembre de 2019                | ISBN 978-4-86-472847-8                  |
| 5                                       | 10 de febrero de 2020                   | ISBN 978-4-86-472915-4                  |
| 6                                       | 1 de noviembre de 2023                  | ISBN 978-4-86-699992-0                  |

### Manga
Una adaptación de manga ilustrada por Karasumaru comenzó a serializarse en el servicio de manga Comic Corona, basado en Nico Nico Seiga, el 24 de diciembre de 2018. Hasta noviembre de 2023, se han lanzado ocho volúmenes de tankōbon.

### Anime
El 20 de junio de 2023 se anunció una adaptación de la serie de televisión de anime. Será producido por Studio Deen y Marvy Jack, y dirigido por Kazuomi Koga, con guiones supervisados por Rintarō Ikeda y escritos por Yoshiki Ōkusa, diseños de personajes a cargo de Saori Hosoda y música compuesta por Kei Haneoka. La serie se estrenará el 2 de abril de 2024 en TV Tokyo y BS TV Tokyo. El tema de apertura es "Evolve" de Shouta Aoi, mientras que el tema final es "Meritocracy" de Aimi. Crunchyroll obtuvo la licencia de la serie fuera de Asia.